# Cantó de Bellême
El cantó de Bellême és un cantó francès del departament de l'Orne, situat al districte de Mortagne-au-Perche. Té 15 municipis i el cap es Bellême.

## Municipis
- Appenai-sous-Bellême
- Bellême
- La Chapelle-Souëf
- Chemilli
- Dame-Marie
- Le Gué-de-la-Chaîne
- Igé
- Origny-le-Butin
- Origny-le-Roux
- Pouvrai
- Saint-Fulgent-des-Ormes
- Saint-Martin-du-Vieux-Bellême
- Saint-Ouen-de-la-Cour
- Sérigny
- Vaunoise

## Història
| Data d'elecció                           | Identitat                   | Partit                     | Qualitat |
| ---------------------------------------- | --------------------------- | -------------------------- | -------- |
| 1945-1973                                | M. Moreau                   | UNR, després Divers gauche |          |
| 1973-1998                                | Francis Geng                | CD, després UDF-CDS        |          |
| 1998-2004                                | Luc de Romanet              | UDF                        |          |
| 2004-                                    | Jean-François de Caffarelli | Divers droite              |          |
| les dades anteriors no són pas conegudes |                             |                            |          |
|                                          |                             |                            |          |

## Demografia
| A partir de 1990: Població sense dobles comptes |